# سد إنجا الكبير
سد إنجا الكبير هي سلسلة من سبع محطات طاقة كهرمائية مقترحة في موقع شلالات إنجا بجمهورية الكونغو الديمقراطية. إذا تم تشييده كما هو مخطط له ، فإن مشروع سيولد من 40-70 غيغاواط  وبذلك سيكون أكبر محطة طاقة في العالم.